# الشعب (الكويت)

## منطقة الشعب في الكويت
الشعب بكسر الشين، منطقة من مناطق محافظة حولي في الكويت, سميت بهذا الاسم نسبة إلى الشعاب التي كانت موجوده فيه، وكذلك كانت الشعاب تجري مع المياه وقت الأمطار, أول من سكن المنطقة كان الشيخ سالم المبارك الصباح الذي بنى قصر الشِعْب، وبعده أتى الشيخ حمد المبارك الصباح, تضم المنطقة كذلك منتزه الشعب الترفيهي. كانت المنطقة الأغلى في الكويت في متوسط إيجارات العقارات عام 2021.

### تاريخ المنطقة
يعود تاريخ استقرار السكان في منطقة الشعب إلى أوائل القرن العشرين. كان احده شيوخ الكويت الشيخ سالم المبارك الصباح هو أول من سكن المنطقة، حيث قام ببناء قصر الشعب في بداية فترة حكمه. وبعده جاء الشيخ حمد المبارك الصباح، الذي استمر في تطوير المنطقة.

### المرافق والمعالم
تحتوي منطقة الشعب على العديد من المرافق العامة والمعالم السياحية، منها:
- منتزه الشعب الترفيهي: يعد هذا المنتزه من أبرز المعالم في المنطقة، ويضم مجموعة متنوعة من الأنشطة الترفيهية والعائلية، مثل الألعاب والمرافق الرياضية.
- الشواطئ: تتمتع المنطقة بشواطئ جميلة تمتاز بالرمال الناعمة والمياه الزرقاء، مما يجذب الزوار من مختلف المناطق.
- المراكز التجارية: تحتوي منطقة الشعب على العديد من المراكز التجارية والأسواق، مما يوفر لسكانها والزوار خيارات متعددة للتسوق.

### الحياة السكنية والاقتصادية
شهدت منطقة الشعب زيادة ملحوظة في عدد السكان خلال السنوات الأخيرة، مما أدى إلى نمو العوائد الاقتصادية فيها. في عام 2021، كانت منطقة الشعب تُعتبر الأغلى في الكويت من حيث متوسط إيجارات العقارات. يعود ذلك إلى العديد من العوامل، منها موقعها المتميز، وقربها من المرافق الحيوية ووسائل الراحة.

### الثقافة والمجتمع
لا تزال منطقة الشعب تحتفظ بجو من التراث الكويتي التقليدي، حيث يمارس سكانها العديد من العادات والتقاليد الكويتية الأصيلة. كما تعد المنطقة موطنًا لمجتمع متنوع يشمل سكانًا من مختلف الجنسيات الذين يعيشون ويعملون في الكويت.
- عبد العزيز الرشيد
- رائد السعودي
- عبد المحسن القطان
- وزارة الإعلام الكويتية
- مجموعة مؤلفين